# Giuseppe Ohrwalder
Giuseppe Ohrwalder (Lana, 1856 – Omdurman, 1913) è stato un missionario italiano.
Seguì Daniele Comboni in Sudan e venne catturato dalle truppe del Mahdi e fuggì dopo dieci anni di prigionia. Tornato in Italia, raccontò la sua esperienza in un libro autobiografico intitolato I miei dieci anni di prigionia: rivolta e regno del Mahdi in Sudan, che ebbe una grande risonanza e contribuì a far conoscere in Europa la situazione politica sudanese.

## Biografia
Giuseppe Ohrwalder nacque a Lana (oggi Provincia autonoma di Bolzano - Alto Adige) nel 1856. Studiò nel seminario diocesano fino alla fine del liceo. Nel settembre del 1875 si trasferì a Verona per entrare nell'Istituto delle Missioni Africane fondato da Daniele Comboni. Nel 1879 partì per il Cairo e l'8 dicembre 1880 ricevette il presbiterato dallo stesso Comboni. Pochi giorni dopo partì alla volta di Khartoum, in Sudan.
In Sudan Ohrwalder si distinse per l'impegno e la capacità di lavorare con la gente del posto. Alla morte di Comboni, il 10 ottobre 1881, molti missionari proposero di affidare a Ohrwalder le missioni di Sudan ed Egitto; la sua candidatura venne però archiviata per via della giovane età, preferendo quella di padre Giovanni Losi, nato nel 1838.

## La prigionia
L'8 gennaio 1882 fu destinato alla missione di Delen, nella zona dei Monti Nuba. Nello stesso anno divenne chiaro che le truppe del Mahdi minacciavano la missione; il personale progettò di fuggire a Fascioda, ma furono traditi da uno scrivano del consolato austriaco, che avvisò i mahdisti dell'imminente evacuazione. La missione fu attaccata prima del previsto; le truppe del Mahdi, che saccheggiarono gli edifici e presero prigionieri i missionari e le suore.
Il 17 settembre 1882 i prigionieri furono condotti all'accampamento del Mahdi che stava assediando El Obeid. Il Mahdi ordinò ai prigionieri di convertirsi all'Islam, e in seguito al loro rifiuto li condannò alla decapitazione. La condanna venne poi sospesa, ma le condizioni di vita dei prigionieri (che erano privi di cibo e di assistenza medica) portarono alla morte di quattro dei missionari catturati.
Per vivere, i missionari facevano piccoli lavoretti che poi vendevano ricavando quel minimo per non morire. I prigionieri vennero fatti andare da un campo all'altro per otto anni fino ad arrivare a Ondurman.
Il 29 novembre 1890, Ohrwalder, due suore e una ragazza fuggirono da Omdurman su quattro cammelli. In otto giorni coprirono 700 chilometri. L'8 dicembre arrivarono in territorio egiziano, sani e salvi.